# Les Rois thaumaturges
Les Rois thaumaturges. Étude sur le caractère surnaturel attribué à la puissance royale particulièrement en France et en Angleterre est un ouvrage de l'historien Marc Bloch publié pour la première fois en 1924. Il traite des pouvoirs miraculeux prêtés aux rois de France et d'Angleterre, dont le plus célèbre est le toucher des écrouelles. C'est un livre précurseur car son approche relève de l'anthropologie historique, de l'histoire des mentalités et de l'histoire comparée, annonçant ainsi la révolution historiographique des Annales.

## Structure et contenu de l'ouvrage
Après une bibliographie de quatorze pages, une introduction explique sa démarche et expose les difficultés rencontrées, notamment en ce qui concerne les sources. Le corps de l'ouvrage est ensuite divisé en trois livres, d'importance très inégale. Le premier livre, Les origines, composé de deux chapitres, s'attache à montrer la manière dont les pouvoirs thaumaturgiques des rois de France et d'Angleterre sont apparus. Le deuxième livre, Grandeur et vicissitudes des royautés thaumaturgiques, le plus étoffé avec ses six chapitres, analyse les rites entourant ces pouvoirs et les replace dans une évolution chronologique, jusqu'à leur disparition. Le dernier livre, L'interprétation critique du miracle royal ne comporte qu'un chapitre qui expose les tentatives pour expliquer rationnellement les miracles, et montre comment les populations ont pu y croire. Marc Bloch, profondément rationaliste, conclut à une erreur collective.
Suivent cinq appendices : « Le miracle royal dans les comptes français et anglais », « Le dossier iconographique », « Les débuts de l'onction royale et du sacre », « Analyse et extraits du Traité du sacre » de Jean Golein" et « Le pèlerinage des rois de France à Corbeny après le sacre et le transport de la châsse de saint Marcoul à Reims » ainsi que six pages d'additions et rectifications.
Il s’agit d’une analyse de la figure royale au Moyen Âge, de tous les symboles, les valeurs et les expressions idéales et matérielles de la puissance que les princes ont utilisés afin non seulement de donner du prestige à l'image du monarque, mais aussi d’apporter une sorte de justification à leur pouvoir temporel. Donner au roi un caractère sacré était un moyen de consolider le pouvoir monarchique sur les peuples, dans un système féodal où la grâce de Dieu était (en théorie) l'exigence fondamentale pour monter sur le trône. Contrairement au pontife romain ou à l'empereur byzantin, héritiers de l'Église du Christ, directeurs de la spiritualité et porte-paroles de la volonté même du Créateur, les princes temporels devaient constamment « réinventer » le concept de leur droit sacré, c’est-à-dire voulu par Dieu, à gouverner les royaumes chrétiens.
Au fil des temps on en est venu à l'idée du souverain considéré comme un homme d'une exceptionnelle noblesse, au-dessus des « simples », touché par la grâce divine. En tant que tel, il manifeste les capacités, les pouvoirs qui, dans l’imaginaire collectif apparaissent comme un signe véritable de la bienveillance divine.
Parmi les exemples que cite Marc Bloch, il n’y a pas que le pouvoir de guérir pestiférés et scrofuleux. Il rappelle dans l’introduction de son essai le message d'Édouard III d’Angleterre à Philippe VI de France, où il lui ordonne d'abdiquer le trône comme indigne du titre, car il ne descend pas directement de la lignée légitime et n'est donc pas digne d’être consacré pour régner ; s’il désirait éviter une guerre (celle qui sera connue sous le nom de Guerre de Cent Ans), il devrait montrer les qualités propres à un souverain : combattre l’autre prétendant dans un duel loyal, où Dieu jugerait celui qui méritait le trône, ou s'exposer à des lions affamés à l'intérieur d’une cage, parce que le lion, animal fier et noble, n’aurait jamais attaqué un souverain légitime. Voici donc que l'idée du roi situé au-dessus des autres hommes se manifeste à nouveau, sous des formes différentes.
Le pouvoir temporel et le pouvoir spirituel trouvaient dans ces manifestations de capacité et de qualité surnaturelles un ciment commun pour allier les deux pouvoirs. En effet, les princes avaient l'habitude de s'occuper des malades au cours d'une messe solennelle, célébrée par les plus hauts dignitaires ecclésiastiques de France (l'évêque de Chartres, de Reims ou du Puy) ; puisque sous les yeux de Dieu et de ses ministres, dans le mystère sacré de la communion sous les deux espèces, les pouvoirs de guérison des princes acquéraient une forme réelle et se manifestaient comme de véritables émanations de la volonté divine, assumant une connotation totalement sacrée, exempte de toute suspicion de paganisme ou d'hérésie.
Ces consécrations n'en cachaient pas moins les luttes acharnées entre l'Église gallicane émergente, qui cherchait surtout à reconnaitre dans le roi de France son vrai protecteur, et le pape de Rome, qui voulait empêcher toute forme d'autocéphalie des Églises à l'intérieur de la chrétienté et affirmer son propre privilège exclusif de réaliser de tels prodiges et de régir les chrétiens suivant la volonté du Rédempteur. Les Rois thaumaturges analysent ainsi un autre aspect de ce qu'on appelle la Querelle des investitures, une crise profonde née de l'antagonisme entre les différentes institutions et qui portait sur la légitimité de leur pouvoir sur la Terre et la possibilité de diriger la vie du peuple chrétien (ce qui se traduisait souvent par le droit de choisir seuls les évêques et les autres détenteurs de pouvoirs dans l'Église, chose qui, grâce à l'administration des biens domaniaux garantissait de grandes possibilités de s'enrichir).
L'origine de cette alliance entre souverain et évêque était la conversion et la consécration du premier grand roi des Francs catholique : Clovis Ier, de la dynastie mérovingienne, baptisé avec de l'huile sainte donnée par le Saint-Esprit à saint Rémi, et proclamé roi par la volonté de Dieu. C'est dans cet épisode que les souverains de France (qui avaient parmi leurs titres celui de « roi très chrétien ») voyaient la source de leurs pouvoirs miraculeux, une illustration du renouvellement constant de l'alliance entre l'Église du Christ et la Couronne.
Dans ce livre, le juriste Jacques Bonaud de Sauzet est considéré comme « un des plus anciens apologistes des Valois », car il y réfute le canoniste Felino Sandei, qui se refusait à reconnaître le privilège thaumaturgique des rois de France comme miraculeux.

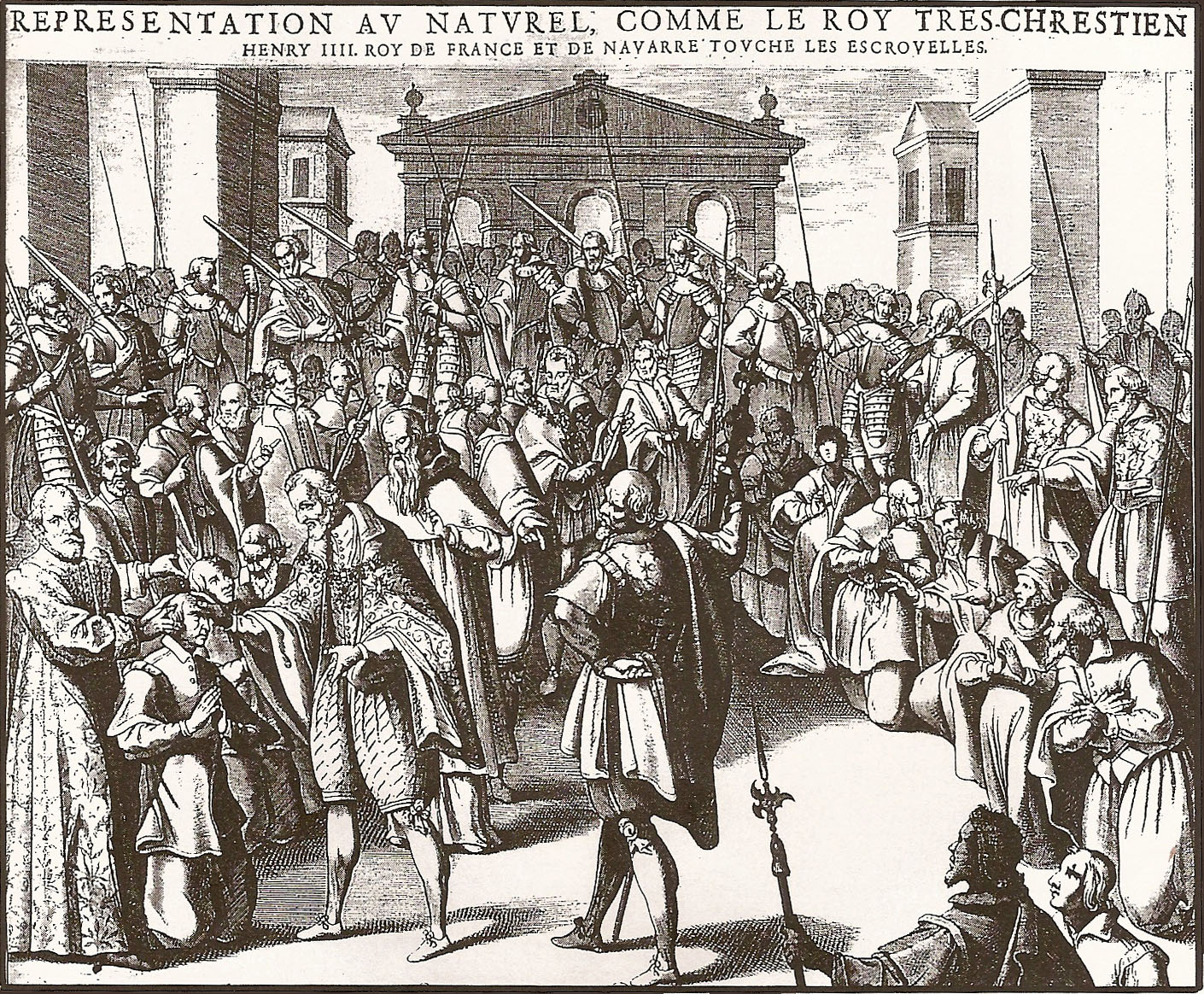
Henri IV touchant les écrouelles

## Originalité et postérité de l'œuvre
Influencé par la lecture des ouvrages de James Frazer et Lucien Lévy-Bruhl, mais négligeant les travaux de Marcel Mauss et d'Arnold van Gennep, Marc Bloch a introduit l'anthropologie dans les études historiques.